# Томазо да Модена
Томазо да Модена (на италиански: Tommaso Barisini, Tommaso da Modena) (1326 Модена, Италия – 1379) е италиански художник, на който се приписва най-първото изображение на очила. През 1352 година, на фреските в църквата „Свети Никола“ (San Niccolò, Sala del Capitolo) в Тревизо той рисува портрети на 14 кардинала. На портрета на кардинал Хюго от Прованс са изобразени здраво захванати за носа на кардинала очила, с помощта на които той чете.